# Stefano DiMatteo
Stefano DiMatteo (* in Toronto als Stefano Matteo Colacitti) ist ein kanadischer Schauspieler.

## Leben
DiMatteo wurde in Toronto geboren. Sein Weg führte ihn nach Vancouver, wo er an der Lyric School for Acting Schauspiel studieren und gleichzeitig seinem Beruf nachgehen konnte. Ab 2001 konnte er sich durch Episodenrollen in Fernsehserien wie Auf kalter Spur, Stargate Atlantis oder Queer as Folk sowie Nebenrollen in den Spielfilmen Popstar auf Umwegen, Riddick: Chroniken eines Kriegers oder Perfect Strangers – Liebe kennt keine Grenzen als Schauspieler etablieren. 2009 war er in dem Horrorfilm Survival of the Dead in der Rolle des Francisco zu sehen. 2013 stellte er in der Familienbiografie House of Versace – Ein Leben für die Mode die Rolle des Antonio D’Amico dar. 2019 verkörperte er im Superheldenfilm Mutant Outcasts die Figur des Marco.

## Filmografie (Auswahl)
- 2001: Auf kalter Spur (Cold Squad, Fernsehserie, Episode 5x07)
- 2003: Popstar auf Umwegen (The Lizzie McGuire Movie)
- 2004: Riddick: Chroniken eines Kriegers (The Chronicles of Riddick)
- 2004: Stargate Atlantis (Stargate: Atlantis, Fernsehserie, Episode 1x01)
- 2004: Perfect Strangers – Liebe kennt keine Grenzen (Perfect Strangers, Fernsehfilm)
- 2005: Kevin Hill (Fernsehserie, Episode 1x18)
- 2005: Queer as Folk (Fernsehserie, Episode 5x08)
- 2005: Beautiful People (Fernsehserie, Episode 1x02)
- 2005: Mayday – Alarm im Cockpit (Air Crash Investigation, Fernsehdokuserie, Episode 2x05)
- 2006: Absolution (Fernsehfilm)
- 2007: 72 Hours: True Crime (Fernsehdokuserie, Episode 3x10)
- 2007: Heir Apparent (Kurzfilm)
- 2007: 'Da Kink in My Hair (Fernsehserie, Episode 1x05)
- 2007: Across the River to Motor City (Fernsehserie, 3 Episoden)
- 2008: Wisegal (Fernsehfilm)
- 2008: Liebe und Eis 3 (The Cutting Edge 3: Chasing the Dream, Fernsehfilm)
- 2008: Bull
- 2009: Survival of the Dead
- 2009: Der blutige Pfad Gottes 2 (The Boondock Saints II: All Saints Day)
- 2009–2010: Cra$h & Burn (Fernsehserie, 4 Episoden)
- 2010: Wer ist Clark Rockefeller? (Who is Clark Rockefeller?, Fernsehfilm)
- 2010: Unnatural History (Fernsehserie, Episode 1x05)
- 2010: Flashpoint – Das Spezialkommando (Flashpoint, Fernsehserie, Episode 3x05)
- 2010: Lost Girl (Fernsehserie, Episode 1x04)
- 2010: Shadow Island Mysteries (Mini-Serie, Episode 1x02)
- 2012: Alphas (Fernsehserie, Episode 2x12)
- 2012: Mayday – Alarm im Cockpit (Air Crash Investigation, Fernsehdokuserie, Episode 11x12)
- 2013: Poker Night
- 2013: Nikita (Fernsehserie, Episode 3x15)
- 2013: The Listener – Hellhörig (The Listener, Fernsehserie, Episode 4x12)
- 2013: House of Versace – Ein Leben für die Mode (House of Versace, Fernsehfilm)
- 2014: Beauty and the Beast (Fernsehserie, Episode 2x19)
- 2014: Rookie Blue (Fernsehserie, Episode 5x07)
- 2015: Mayday – Alarm im Cockpit (Air Crash Investigation, Fernsehdokuserie, Episode 14x01)
- 2015: Killjoys (Fernsehserie, Episode 1x03)
- 2015: Saving Hope (Fernsehserie, Episode 4x12)
- 2015: Stray Dog (Kurzfilm)
- 2016: The Floaters (Kurzfilm)
- 2017: Adam’s Testament
- 2017: Bad Blood (Fernsehserie, Episode 1x01)
- 2017: Flatliners
- 2017: Recall
- 2017: Frankie Drake Mysteries (Fernsehserie, Episode 1x05)
- 2019: Mutant Outcasts (Enhanced)
- 2019: Hudson & Rex (Fernsehserie, Episode 2x08)
- 2019: Carter (Fernsehserie, 2 Episoden)
- 2020: Murdoch Mysteries – Auf den Spuren mysteriöser Mordfälle (Murdoch Mysteries, Fernsehserie, Episode 13x10)
- 2021: Private Eyes (Fernsehserie, Episode 4x09)
- 2021: In the Dark (Fernsehserie, Episode 3x04)
- 2021: Single All the Way